# Stigmella imperatoria
Stigmella imperatoria là một loài bướm đêm thuộc họ Nepticulidae. Nó được miêu tả bởi Puplesis và Robinson năm 2000, và được tìm thấy ở Peru.